# Gråsparv
Gråsparv (Passer domesticus) är en fågel som tillhör familjen sparvfinkar. Gråsparven är spridd över stora delar av Europa och Asien, men har även av människan introducerats till Amerika, Afrika och Australien och är idag en av världens mest spridda fågelarter. Gråsparven är en kulturföljare och har levt nära människor i över 10 000 år. Världspopulationen uppskattas till ungefär 500 miljoner individer. 
Gråsparvens fjäderdräkt är främst grå och brun. Hanen påminner om den närbesläktade pilfinken varför dessa arter ofta förväxlas av gemene man, men gråsparvshanen har en grå hätta (hjässa) medan pilfinkshanens är brun. Gråsparven är en flockfågel och kan även ses i blandflockar med exempelvis pilfinkar. Under hela året är gråsparven social och präglas av flockbeteende.
I Norden och i resten av Västeuropa har gråsparven traditionellt ansetts vara en illavarslande fågel som kunde bringa människor olycka. I Frankrike trodde man exempelvis att det var djävulen som skapat fågeln och på många håll i Sverige fanns det talesätt om att gråsparven framkallade oväder eller dödsfall.

## Beskrivning

### Utseende
Gråsparven är en kraftig och kompakt tätting. Den är något större än den närbesläktade pilfinken och saknar pilfinkens svarta kindfläck. Gråsparven utmärks främst på sitt stora huvud och den kraftiga, koniska näbben. Den är 14–18 centimeter lång från näbb till stjärt, med ett genomsnitt av 16 centimeter. Vingarna är 67–89 millimeter långa, vingspannet 21–26 cm och den väger 24–39,5 gram. Hanar och honor är ungefär lika stora men deras fjäderdräkt skiljer sig tydligt åt i motsats till pilfinken. Gråsparvshanen är betydligt mer kontrastrikt tecknad än honan. 
Den adulta hanen har grå hjässa, chokladbrun nacke och huvudsidor, svart eller mörkgrå strupe samt svart haklapp som sträcker sig ned på övre delen av bröstet. På hösten efter ruggningen är haklappen dock täckt av ljusa fjäderbräm och den helsvarta haklappen framträder först på vårkanten på grund av slitage av fjädrarna. Kinderna och undersidan är grå till vitaktiga, beroende på underart (se nedan), medan ovansidan är brunfärgad med längsgående mörka streck. Under vintern har den en tydligt blekare fjäderdräkt och betydligt mindre svart på bröstet.
Honan är oansenligare än hanen och mattare brun, men mycket fint tecknad. Hon är färgad i smutsbrunt och ljusgrått med beigegrått bröst och gråbrunt huvud. Hon saknar hanens bruna nacke och svarta strupfläck. Ovansidan är ljust gråbrun, ryggen randig i svartbrunt och gulbrunt. Det gråbruna huvudet har ett ljust ögonbrynsstreck, som är tydligt framförallt bakom ögat. Näbben är gulaktig, men skiftar färg till svartgrå under häckningstiden.
I alla dräkter har den ett tydligt vitt främre vingband medan det bakre vingbandet endast är antytt. Fåglar som lever i stadsmiljöer och industriområden har ofta en mindre kontrastrik fjäderdräkt sannolikt till följd av den motsvarande mindre färgstarka miljön. Relativt ofta uppträder individer med genetiska färgavvikelser, främst partiell leucism.
Juvenilerna har en fjäderdräkt som påminner om honornas, men är något ljusare och har ljusgul mungipa.

### Fjäderdräkt och ruggning
Den postjuvenila ruggningen är fullständig och börjar vid sex till åtta veckors ålder. Ruggningen avslutas innan hösten med mer ogynnsamt väder börjar, och kan beroende på tidpunkt för ungens födelse förkortas från genomsnittliga 82 till 64 dagar. De adulta fåglarnas årliga ruggning är också fullständig. I Centraleuropa äger denna ruggning rum under juli eller augusti. Vid fara eller stress har gråsparvar också en benägenhet till skräckruggning. Gråsparvens fjäderdräkt består före ruggningen av 3 200 fjädrar, som väger sammanlagt 1,4 gram. Omedelbart efter ruggningen har den ungefär 3 600 fjädrar och en vikt på 1,9 gram. För att vårda sin fjäderdräkt tar fåglarna sandbad, som skyddar mot fjäderparasiter.

### Flyktmönster
Gråsparvar flyger snabbt och rätlinjigt, relativt lågt och oftast bara från boplatsen till ett närbeläget träd eller buskage. Då kan de uppnå hastigheter på närmare 60 kilometer i timmen. Distansflygningen är lätt vågformig med fallande glidfaser. Flykten har dock mindre utpräglade vågtoppar och dalar än hos finkarterna.

### Läte

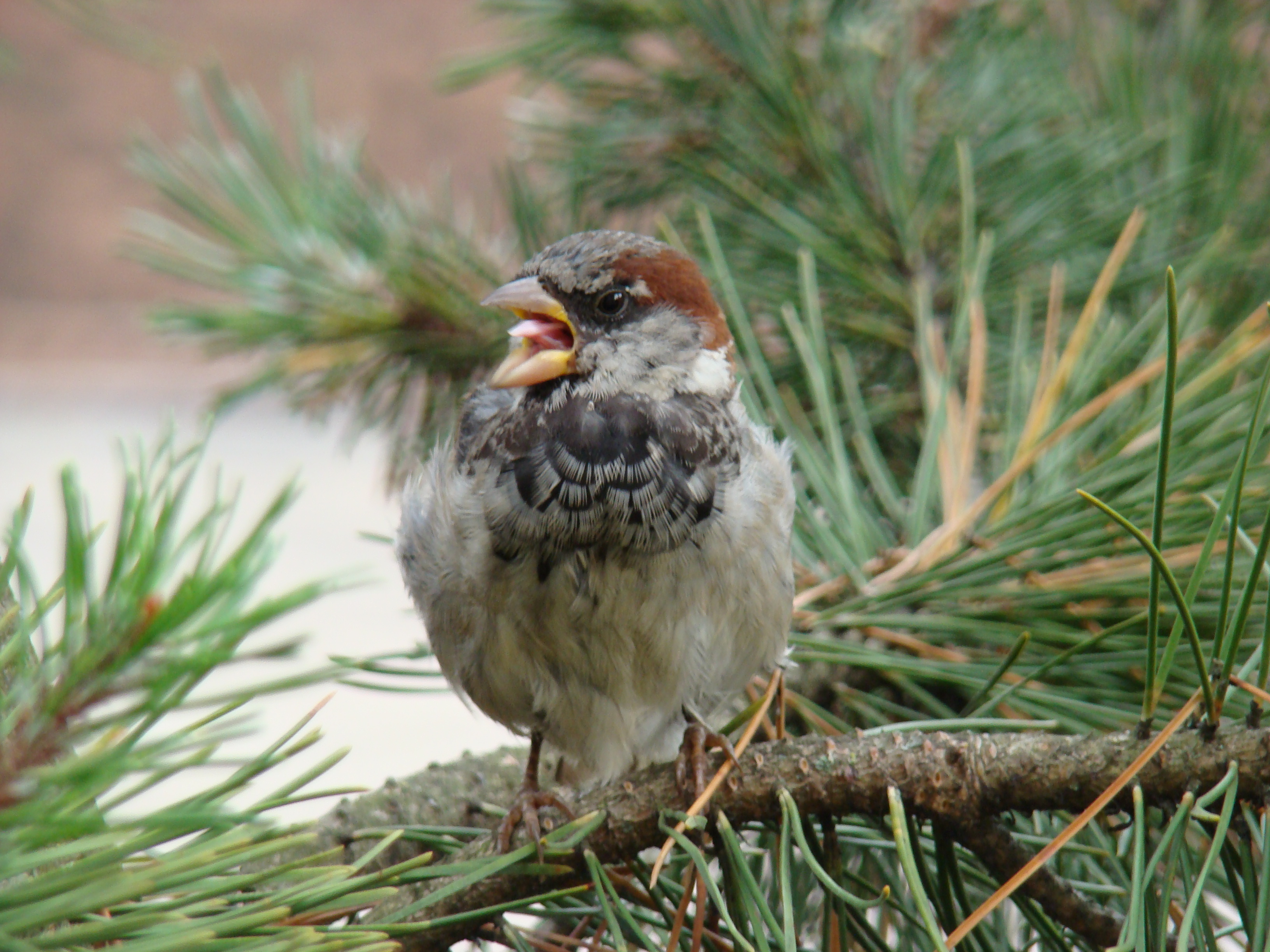
Sjungande hane

Ett ihärdigt, tjattrande kvitter framförs i olika tonlägen, ofta kollektivt av en samling gråsparvar. Gråsparvens sång framförs endast av hanen och består av ett monotont, relativt högljutt, rytmiskt "tjilp" (oftast enstavigt, även "sjilp", "tjuip", "tjirp", ibland även tvåstavigt som "tjirrip" eller "tjirrep"). Tonhöjden och arrangemanget av beståndsdelarna varierar mycket mellan individer. Under sången förstoras haklappen. Analyser har visat att dessa ljudyttringar är komplext komponerade och kan ge uttryck för såväl individuella kännetecken som olika stämningar. Som andra sociala fåglar har gråsparvar många kontaktläten. Det vanliga varningslätet vid fiender från luften är strukturellt avvikande i jämförelse med andra tättingar och består av ett vekt, drillande "dryyy". Detta läte används även gentemot större arter som konkurrerar om föda, exempelvis måsar. Lätet som används för att varna för markbundna fiender är ihållande nasala rop som "kev kev" eller "terrettett".
Hanar och honor bjuder upp till parning med svaga, utdragna och nasala ljud. Honorna använder ett tillbakahållet "djie", medan hanens parningsläte är ett viskande "iag iag". Därutöver finns det några andra situationsavhängiga läten, vars varaktighet, övertonsgradering och -modulation kan vara ganska olika utformade. 
Gråsparvar kan också härma, bland annat har man påvisat att de nyttjar starars och skators alarmläten. Dessutom visar nyare forskning att de kan förstå andra fågelarters alarmläten. Denna förmåga till härmning är idag relativt okänd men under 1700-talet var det inte ovanligt att lära ut sånger till uppfödda fåglar. Det finns ett ansenligt antal berättelser och belägg för att gråsparvar som uppföds i sällskap med exempelvis kanariefåglar lär sig deras drillar perfekt, även om de imiterar detta med sitt råa och högljudda läte.

## Utbredning

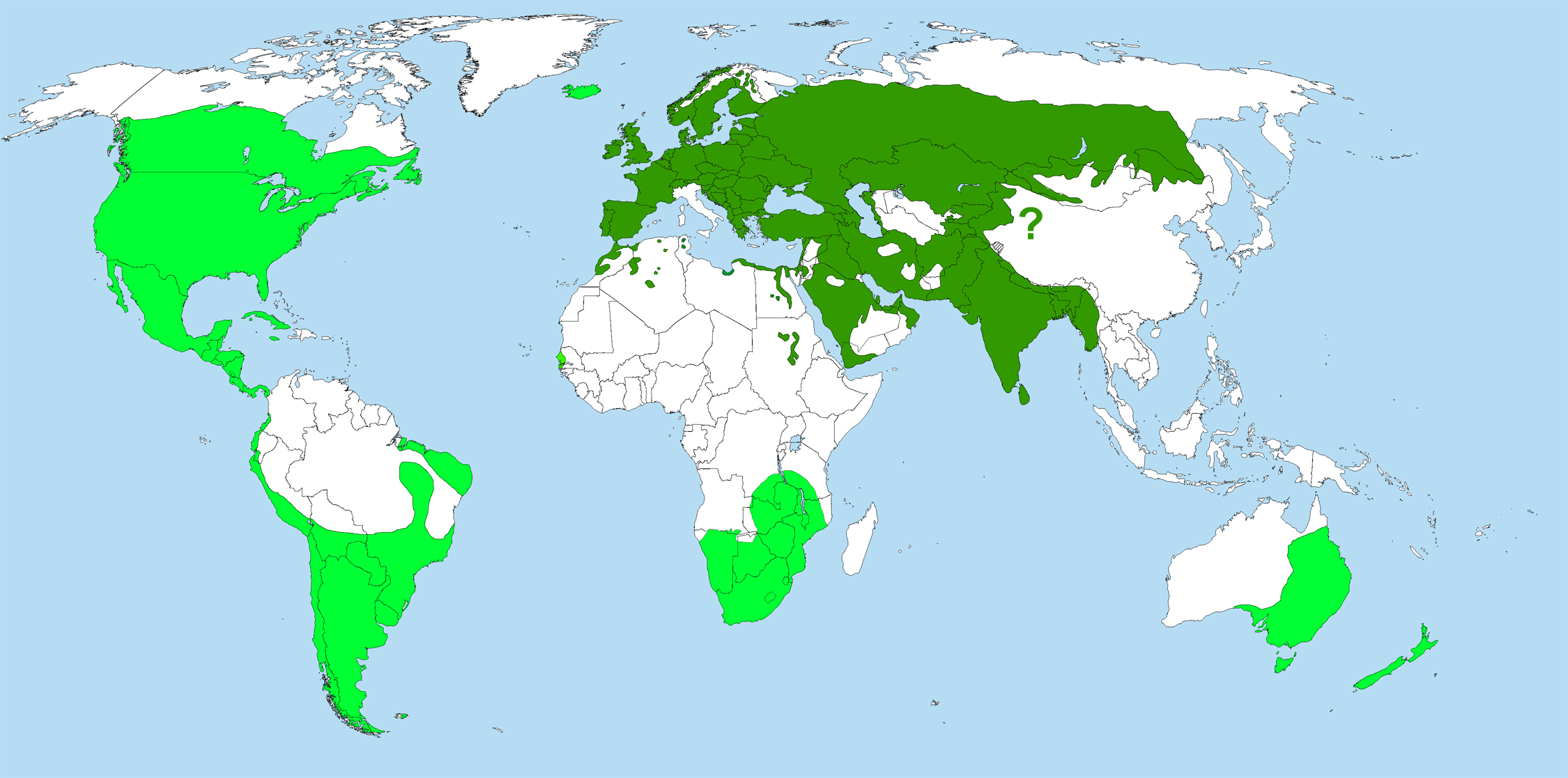
Gråsparvens utbredningsområde. Förekomst som härrör från introduktion anges i ljusare grönt.

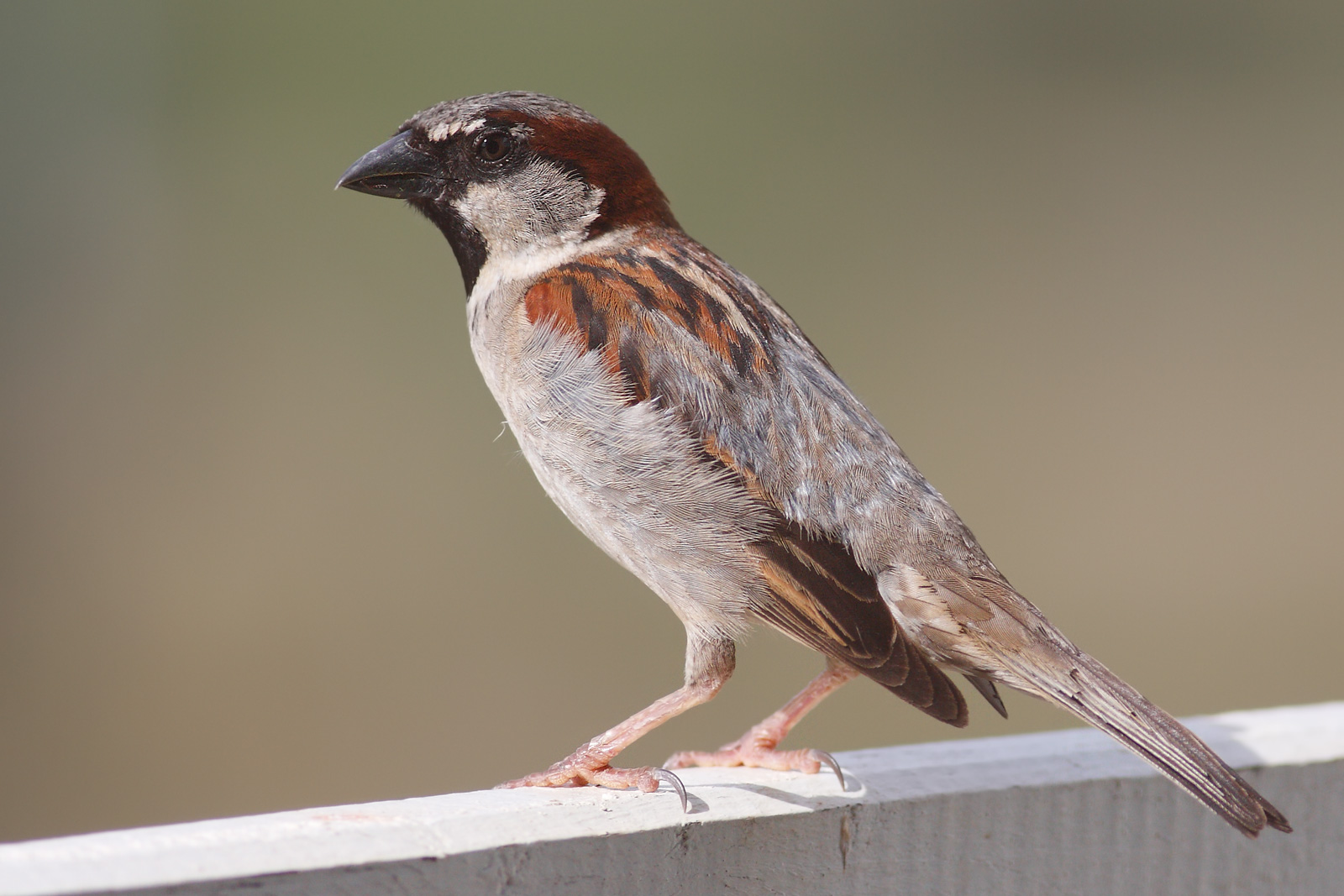
Gråsparven har introducerats till Australien. Denna hane är fotograferad i Victoria, Australien.

Det ursprungligen palearktiska och orientaliska utbredningsområdet har utökats till nästan hela jorden efter mitten av 1800-talet. Från Europa och större delen av Asien och Nordafrika har gråsparven avsiktligt införts av människan till Nord- och Sydamerika, Australien, Sydafrika och Nya Zeeland, delvis med motiveringen att gråsparven matar sina ungar med insektslarver av arter som ofta har ansetts vara skadedjur. På grund av människans avsiktliga införsel till nya regioner och artens förmåga att leva i människornas närhet är den en av de mest spridda fågelarterna i världen. Idag saknas gråsparven endast i polarområdena, delar av norra Sibirien, större delen av Kina, Japan och Sydostasien, västra Australien, tropiska Afrika och Sydamerika och den nordligaste delen av Amerika. 
Utbredningsområdets norra gräns varierar mellan 60:e och 70:e breddgraden. På södra halvklotet bebor gråsparven landmassorna till de sydligaste utlöparna, med undantag av Antarktis. Endast i västra Australien försöker man konsekvent förhindra en kolonisering.  
På Iberiska halvön, Balkanhalvön och i delar av Nordafrika lever gråsparven tillsammans med den närbesläktade spanska sparven, som dock inte är en lika utpräglad kulturföljare.

### Förekomst i Sverige
Gråsparven uppträder i större delen av Sverige, utom i fjälltrakterna. Den var tidigare mer vanligt förekommande men efter att jordbruksarealerna minskat i Sverige under senare delen av 1900-talet har gråsparvens antal gått ner, men uppgår ändå till ungefär 1 miljon individer.

### Flyttning
I Europa är gråsparven nästan uteslutande stannfågel, i liten omfattning även kortflyttare. Orter i Alpområdet som inte bebos av människor året runt utryms på senhösten eller vintern även av gråsparven. Den asiatiska underarten P. d. bactrianus är däremot flyttfågel och övervintrar i Pakistan och Indien vilket utgör en flytt på 2 000 kilometer. Underarten P. d. parkini, som huvudsakligen hör hemma i Himalaya, är partiell flyttare.
Efter den första häckningsbosättningen är gråsparvarna av nominatformen mycket trogna sin hemort. Aktionsradien under häckningstiden kan för stadspopulationer utgöras av endast 50 meter. Ungfåglar sprider sig planlöst och ansluter sig närmast på sensommaren till växande flockar. Även en del av de adulta fåglarna ansluter sig till dessa höstflockar, som sprider sig i häckningsplatsernas omgivning, för att utnyttja det utbud av föda som finns där. Efter att flockarna upplösts återvänder de adulta fåglarna oftast redan under tidig höst till sin ursprungliga häckningsplats.

## Systematik

### Dentaxonomiskainordningen av sparvfinkarna
Tidigare trodde man att familjen sparvfinkar var nära besläktad med de afrikanska vävarna, och placerade därför sparvfinkarna som underfamilj (Passerinae) i familjen vävare. Jämförelser mellan DNA-sekvenser hos olika arter har visat att sparvfinkarna utgör en egen utvecklingslinje och behandlas därför som en självständig familj (Passeridae) av många auktoriteter.

### Artens uppkomst
Johnston och Kitz förmodade 1977 att arten gråsparv som uttalad kulturföljare utvecklades i och med att människan blev bofast och började bedriva jordbruk för omkring 10 000 år sedan i västra Asien. Summers-Smith kom däremot 1988 till slutsatsen att gråsparven skulle vara en av de många eurasiska arterna av släktet Passer, som uppkom under pleistocen från en ursparvfink, som bebodde områden i östra Medelhavsområdet och tropiska Afrika, vilka var förenade genom Nildalen eller Östafrikanska gravsänkesystemet. De framlade teorin att hanen av denna ursparv redan hade en svart haklapp, vilket är karakteristiskt för alla nutida palearktiska och orientaliska sparvfinkar. Denna ursparvfink bredde ut sig såväl västerut som österut i det eurasiska stäppbältet. Genom istäckets upprepade fram- och tillbakabildning blev olika populationer periodvis isolerade, vilket ledde till anpassningsutvecklingar och uppdelning i de nutida arterna.
Många indicier talar för att arten uppkom vid denna väsentligt tidigare tidpunkt. Det tidigast daterade fossilfyndet av gråsparv (dessa är relativt sällsynta) dateras till 400 000 år sedan och upptäcktes i en grotta vid Betlehem i Palestina. Detta fossil uppvisar fler likheter med gråsparven än med de nutida afrikanska sparvfinkarna. Detta tillsammans med ytterligare ett yngre fossil från samma område indikerar att denna förfader till gråsparven levde i närheten av människorna redan under paleolitikum. 
Molekylärgenetiska data för dateringen av uppdelningen av sparvfinkarterna motsäger varandra betydligt. En undersökning som genomfördes 1988 av gendelningar av 15 polymorfa isoenzymer daterar uppdelningen mellan gråsparv och  spansk sparv till mellan 105 000 och 122 000 år före nutid. Resultatet från en analys av den mitokondriella gensekvensen i cytokrom-b och andra mitokondriella pseudogener visar däremot, att sparvfinksarternas uppdelning och även uppdelningen mellan gråsparv och spansk sparv uppträdde under miocen och pliocen, alltså för mer än 2 miljoner år sedan.

### Underarter
Gråsparven delas upp i ett antal underarter, ofta 10–13 stycken, som i sin tur sammanfattas i två tydligt urskiljbara underartsgrupper, nämligen domesticus-gruppen (som omfattar nominatformen) och indicus-gruppen, dessa båda grupper delas ibland upp som två olika arter. Taxonen inom domesticus-gruppen är större, med längre vingar och kraftigare näbb. De ljusare delarna av fjäderdräkten, som exempelvis huvudets sidor, är gråtonade och mindre vita, och de kastanjebruna pigmenten är mindre kraftiga än hos den östliga indicus-gruppen.
Indicus-gruppen finns väsentligen i Sudans övre Nildal, stora delar av Arabiska halvön, södra Afghanistan, Iran, Indien, Sri Lanka och Myanmar, öster om Kaspiska havet, i Centralasien och i Himalaya. Det övriga utbredningsområdet bebos av företrädare för domesticus-gruppen. Även praktiskt taget alla introducerade populationer tillhör den senare gruppen och är oftast av nominatformen.
I östra Iran häckar båda underartsgrupperna i ett brett sympatriskt utbredningsområde. Andra områden där underartsgrupperna häckar sympatriskt är i Centralasien norrut till Turkmenistan och Kazakstan. I det senare området förekommer uppenbarligen ingen hybridisering och denna överlappning har uppstått relativt nyligen genom en östlig expansion av utbredningsområdet för nominatformen. Individerna av nominatformen är där tydligt större än underarten bactrianus, som är områdets företrädare för indicus-gruppen. Vissa forskare anser att underarten bactrianus, som är en flyttfågel som övervintrar i Indien och Pakistan, därför ska kategoriseras som en egen art Passer indicus (engelska: Indian sparrow). Denna är dock inte allmänt erkänd.

#### Underarternas utbredning och specifika kännetecken[24][22]
- Underartsgruppen domesticus

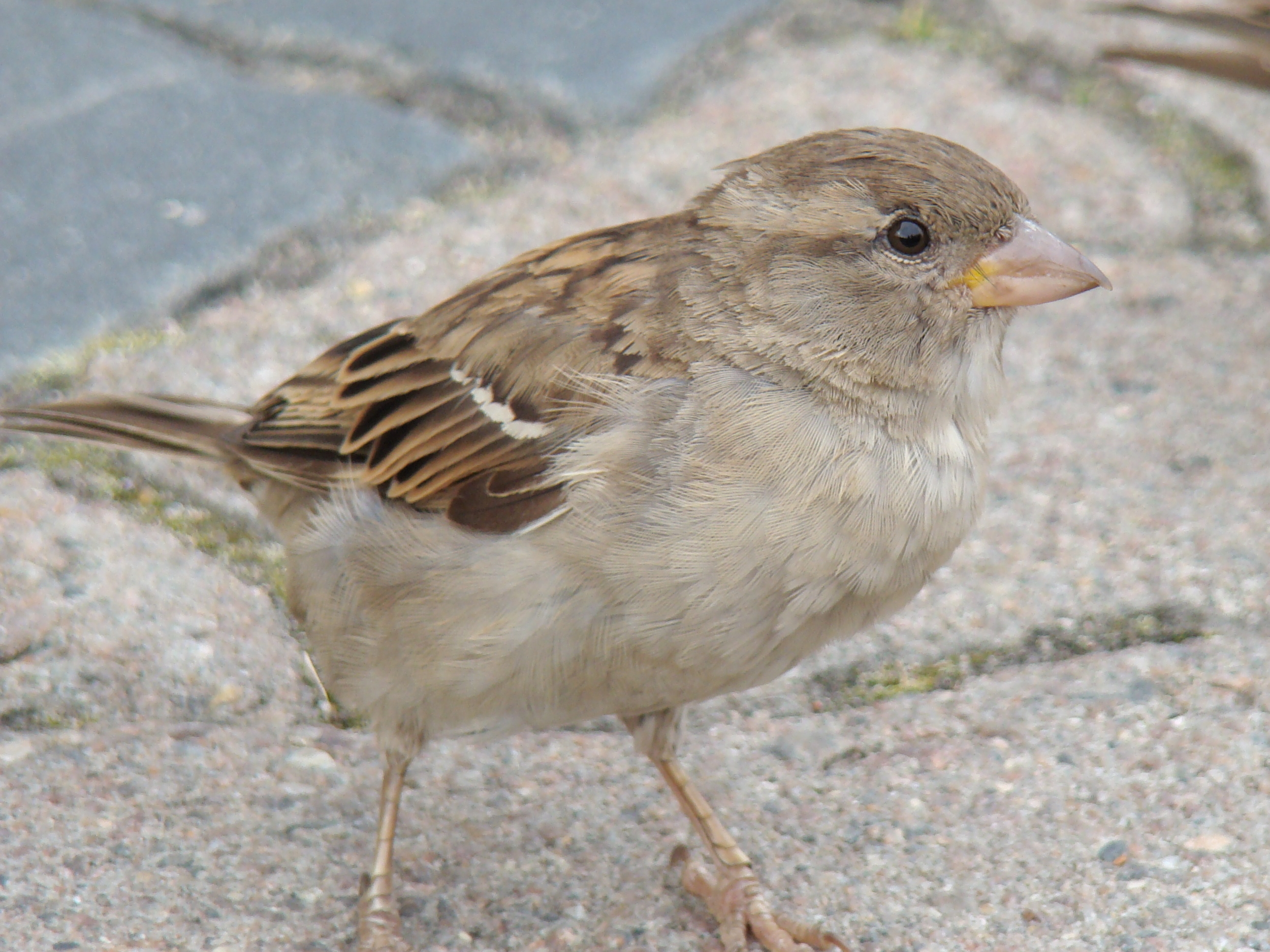
Hona av underarten P. d. domesticus fotograferad i augusti i Vilnius i Litauen

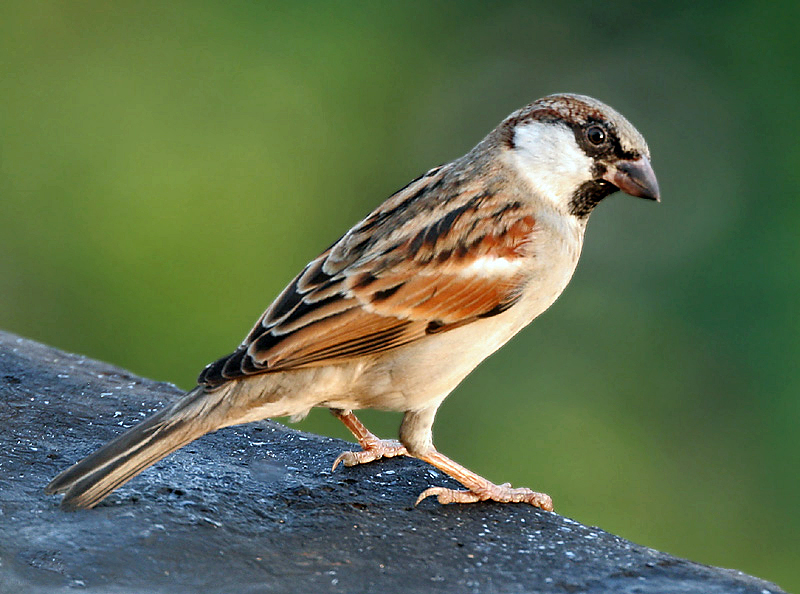
Hane av underarten P. d. indicus fotograferad i oktober i Calcutta i Indien. Notera exempelvis den ljusa kinden.

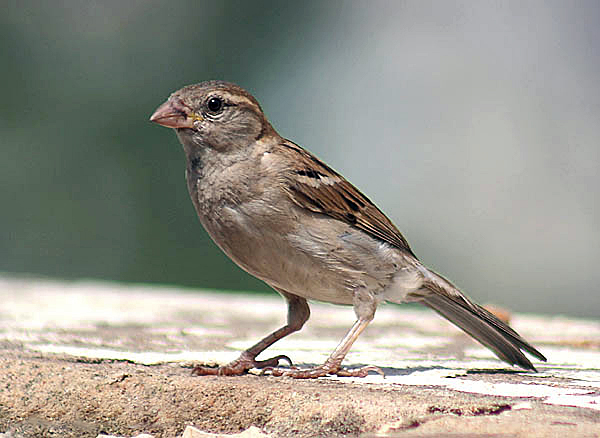
Hona av underarten P. d. indicus fotograferad i juni i Calcutta i Indien.

  - P. d. domesticus inklusive balearoibericus – har sin utbredning i Europa, västra och centrala Anatolien och Sibirien, österut till Ochotska havet, och söderut till Kazakstan, norra Inre Mongoliet och norra Manchuriet.[25] Utöver detta tillhör merparten av världens alla introducerade gråsparvar denna underart. Vingens längd uppgår till 77 till 83 millimeter.
  - P. d. tingitanus – har sin utbredning i nordvästra Afrika från Marocko till Tunisien och från Libyen till Cyrenaika. Skillnaderna mot nominatformen är små. Den mittersta delen av hjässfjädrarna är vidsträckt svart, vilket dock även kan observeras som individuell variation bland exemplar av nominatformen. Örontäckare och undersida är genomsnittligt vitare.
  - P. d. niloticus – återfinns i Egypten och söderut utmed Nilen till Wadi Halfa i Sudan. Den är blekare än nominatformen och mindre med en vinglängd på 72 till 77 millimeter.
  - P. d. biblicus inkl. colchicus, tauricus, caucasicus & persicus  – finns på Krim och åt sydöst till Kaukasus, sydöstra Turkiet, Mellanöstern, Sinai, Cypern, Iran och södra Afghanistan. Denna underartsgrupp är bara något blekare än nominatformen.
  - P. d. hyrcanus – återfinns i söder om Kaspiska havet i de kaspiska lågländerna i södra Azerbajdzjan och i norra Iran.  Dess hjässa har mycket mörka streck.
- Underartsgruppen indicus
  - P. d. indicus – finns på den Arabiska halvön, i södra Afghanistan, på den Indiska halvön, i Sri Lanka och Myanmar. Den är något blekare än nominatformen och har en vinglängd på 70 till 78 millimeter.
  - P. d. rufidorsalis – finns i Wadi Halfa söderut till Sennar i Sudan. Hos denna underart är det kastanjebruna på ovansidan betydligt mörkare, kraftigare och mer utbrett än hos grannunderarten  niloticus. Det grå på hjässan är mindre utbrett bakåt och räcker vanligen inte till nacken. Näbben är dessutom mindre och vingarna något kortare, mellan 69 och 75 millimeter långa. En särskilt variabel population förenar rufidorsalis med niloticus vid Wadi Halfa. Denna blandpopulation betecknas ibland också som den egna underarten P. d. halfae.
  - P. d. hufufae – finns i de östra områdena av den Arabiska halvön. Hos denna population är fjäderdräkten relativt grå, det vita på undersidan mer utpräglat och det kastanjebruna på vingar och rygg reducerat
  - P. d. bactrianus – finns från Kaspiska havet österut till Zaysansjön, och söderut till norra Afghanistan, nordvästra Pakistan och nordvästra Xinjiang.[25]  Den är blekare än indicus och det grå på hjässan saknar mörk streckning.
  - P. d. parkini – finns vid Himalaya, från Pakistan österut till Nepal. Den har en mörkare och kraftigare färgad ovansida, nackbandet är bredare än hos bactrianus och indicus, näbben är större och vingarna längre (76 till 83 millimeter). Underarterna parkini och bactrianus kan dock inte skiljas från varandra på ett pålitligt sätt.

Det råder ingen konsensus om hur underarterna och underartsgupperna exakt ska delas upp. Vissa anser att några lokala varianter ska ha underartsstatus, medan andra inkluderar dessa i andra underarter. Populationer som det ofta råder olika uppfattningar om, som har en otydligare uppdelning och som ofta inkluderas tillsammans med andra underarter är balearoibericus, mayaudi, colchicus, tauricus, caucasicus och persicus. Exempelvis kategoriserar vissa populationerna P. d. balearoibericus, P. d. biblicus och P. d. mayaudi, som tillsammans har sin utbredning i Anatolien och Cypern samt söderut till Sinaihalvön, som en underartsgrupp. Andra låter den iranska populationen P. d. persicus vara en egen underart. Vissa för även P. d. hyrcanus till indicus-gruppen.

### Besläktade arter
Spansk sparv (Passer hispaniolensis) räknades länge som en underart till gråsparven, men har idag status som god art. Båda arter lever i stor utsträckning sympatriskt på Iberiska halvön, Balkanhalvön och i delar av Nordafrika, utan att det förekommer hybridisering. Arterna skiljs åt på hanens fjäderdräkt och läten men ekologiskt och näringsbiologiskt är de lika. I det gemensamma utbredningsområdet häckar gråsparven i städer och orter och "överlåter" de lantliga områdena till spanska sparven. Där båda arter förekommer tillsammans bebor de dock en likartad ekologisk nisch. Skillnader i fjäderdräkt, bobygge, läte och flyttningsbeteende anses som etologiska isoleringsmekanismer. Framför allt i östra Algeriet och Tunisien tycks dessa isoleringsbarriärer på vissa ställen i stor utsträckning försvunnit, och på grund av hybridisering förekommer där sparvfinkspopulationer vars utseende och kännetecken är mycket variabla.

### Italiensk sparv
Där gråsparv och spansk sparv har ett sympatriskt utbredningsområde i södra Schweiz, i norra och centrala Italien och på Korsika förekommer en stabil hybridpopulation kallad italiensk sparv. Dess taxonomiska ställning har varit mycket omdiskuterad. Tidigare ansågs den utgöra en underart till antingen gråsparv, spansk sparv  eller en hybridform mellan de båda. Studier från 2011 visar faktiskt att italiae troligen uppstod genom hybridisering, men att den är reproduktivt isolerad från båda arter. Efter det betraktas nu italiensk sparv allt oftare som egen art.
Hybridpopulationerna i Nordafrika mellan gråsparv och spansk sparv med individer som är i stort sett identiska med italiensk betraktas i nuläget som just hybrider, inte som en egen art eller del av italiensk sparv.

## Ekologi
Gråsparven är en flockfågel, och kan ibland också ses i blandflockar med exempelvis pilfinkar. Under hela året uppvisar gråsparven ett sällskapligt och socialt beteende. Många beteenden hos gråsparven utförs i flock och sker synkroniserat.
Gråsparvar vattenbadar året om och solsken fungerar starkt stimulerande för bad. Före badet, som varar i ungefär tre minuter, dricker de ofta. Sandbad följer ofta badet eller växlar med det. Gråsparven gör samma rörelser vid sandbadet som vid vattenbadet. Oftast sker detta bad gemensamt efter varandra med anslutande gemensam fjädervård. Vid tillfälle försvaras det tråg som används för sandbadet mot artfränder även med ett hotbeteende motsvarande det vid födoplatser.
Gråsparven försvarar inget utsträckt häcknings- eller näringsrevir, utan endast boets eller sovplatsens närmaste omgivning. Vid tiden för häckningen är honor dominanta mot hanar i närheten av boet, fastän de är mindre. 

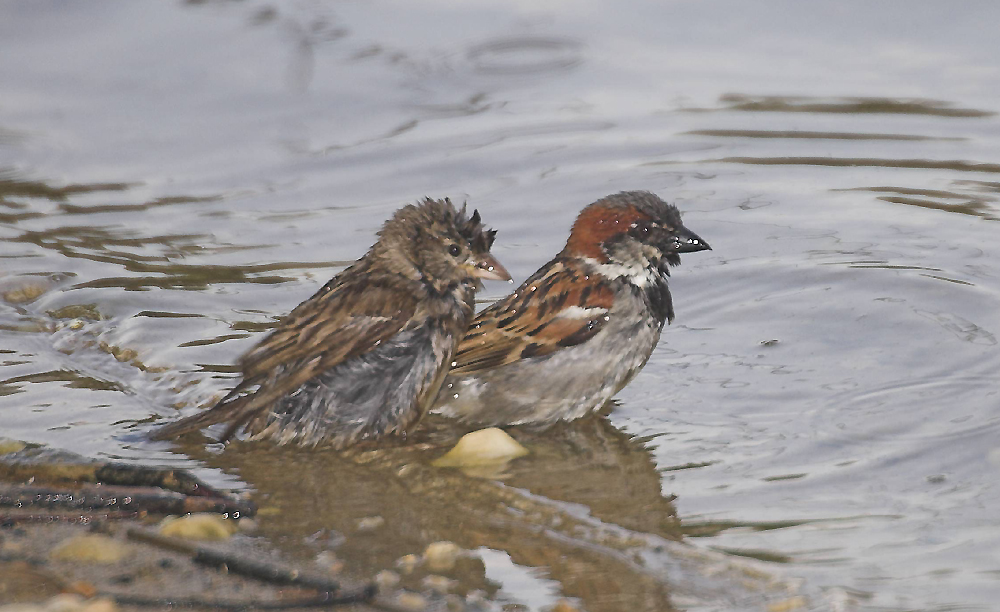
Par vid gemensamt bad

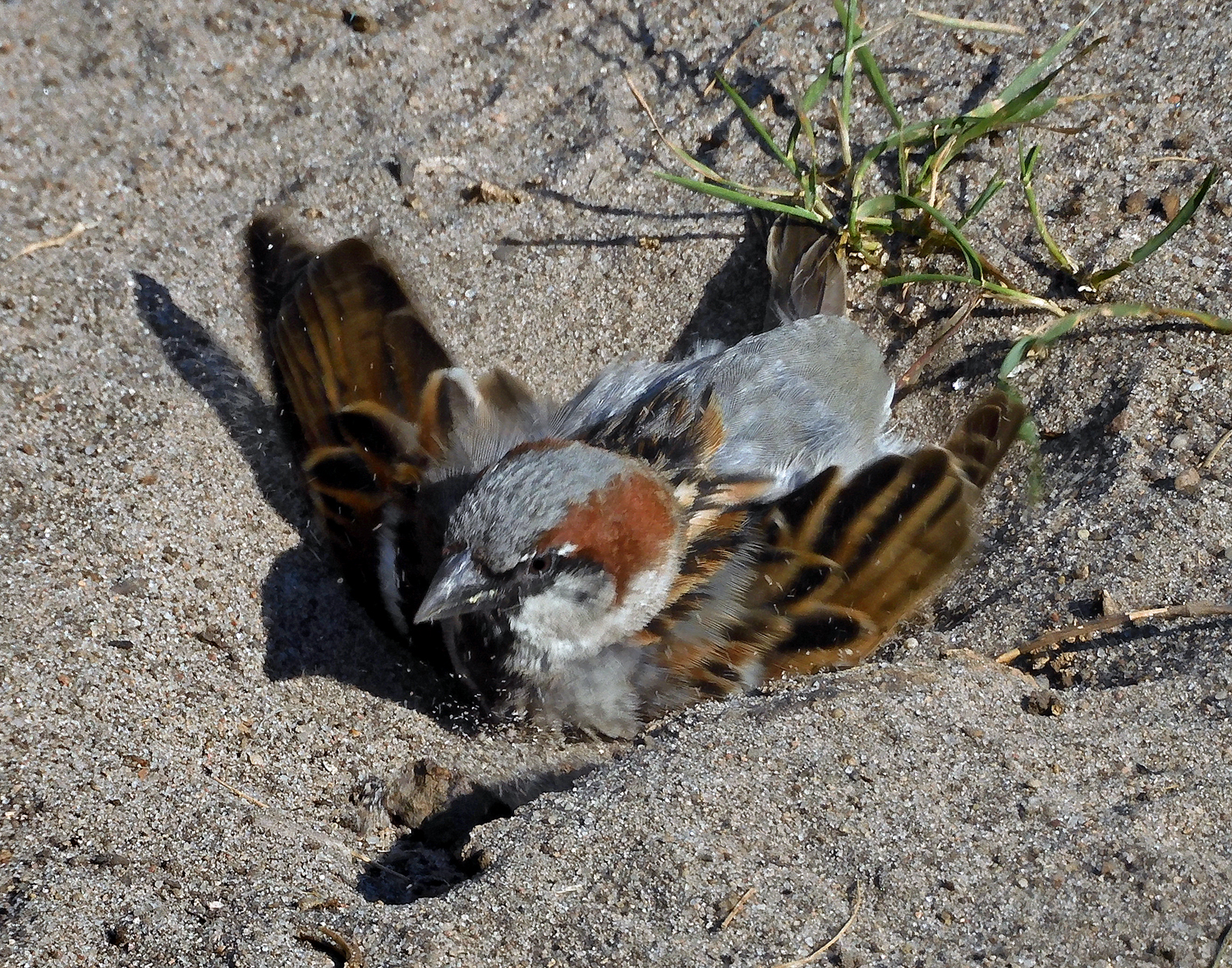
En gråsparvshane tar ett sandbad.

Uppgörelser med artfränder observeras huvudsakligen vid födosök, vid bad- och sovplatser och vid boet. Nästan 90 % av sådana konflikter sker mellan hanar. Aggressioner yttrar sig ofta genom att gråsparven hotar rakt framifrån, genom att böja huvudet djupt framåt, vifta med och höja upp stjärten, burra upp ryggfjädrarna och vinkla vingarna. Vid högre intensitet förekommer också strider där sparvarna närmar sig varandra med öppnade näbbar och hackar mot varandra, ibland även i luften. Aggressioner mot andra arter förekommer huvudsakligen vid konkurrens om boplatser, men vid tillräckligt utbud är dessa sällsynta. Tillfälligtvis förhindrar gråsparvar andra hålhäckare från att bosätta sig i fågelholkar eller tränger bort dem därifrån. Pilfinken, vars levnadsområde delvis överlappar med gråsparvens, trängs bort av gråsparven endast under dennas tidiga häckningsbörjan.
Honor är vaksammare och skyggare än hanar. Distansen som fågeln tillryggalägger när människor, eller andra hot, närmar sig är ganska kort, men stiger vid tilltagande flockstorlek. När det varnas för en fiende på marken ilar artfränder fram och följer efter fienden, som de mobbar från träd och buskage medan de yttrar varningsläten. Även starar, på många platser den enda överlägsna konkurrenten om boplatser, blir mobbade och ibland bortträngda när den inspekterar potentiella häckningsplatser, men i regel behåller stararna överhanden i revirkonflikter.

### Biotop
Den ursprungliga biotopen före anslutningen till människorna förmodas ha varit torra, varma, luckra trädsavanner. Detta är dock spekulationer i frånvaro av säkerställda data. När den trängde fram till centrala Europa var gråsparven redan kulturföljare med en utpräglad bindning till människorna.
Förutsättningar för häckningsförekomst är tillgång till frön och spannmålsprodukter under hela året, samt lämpliga boplatser. De optimala platserna är jordbruksbyar, förortsområden, stadscentrum med stora parker, zoologiska trädgårdar samt boskaps- och fågelfarmer. Även ovanliga områden kan bebos, som till exempel klimatiserade flygplatsbyggnader som är avskurna från omvärlden. Det högst belägna häckningsområdet återfinns på ungefär 4500 meters höjd i Himalaya och det lägsta vid -86 meter i Death Valley i Nordamerika.

### Häckning

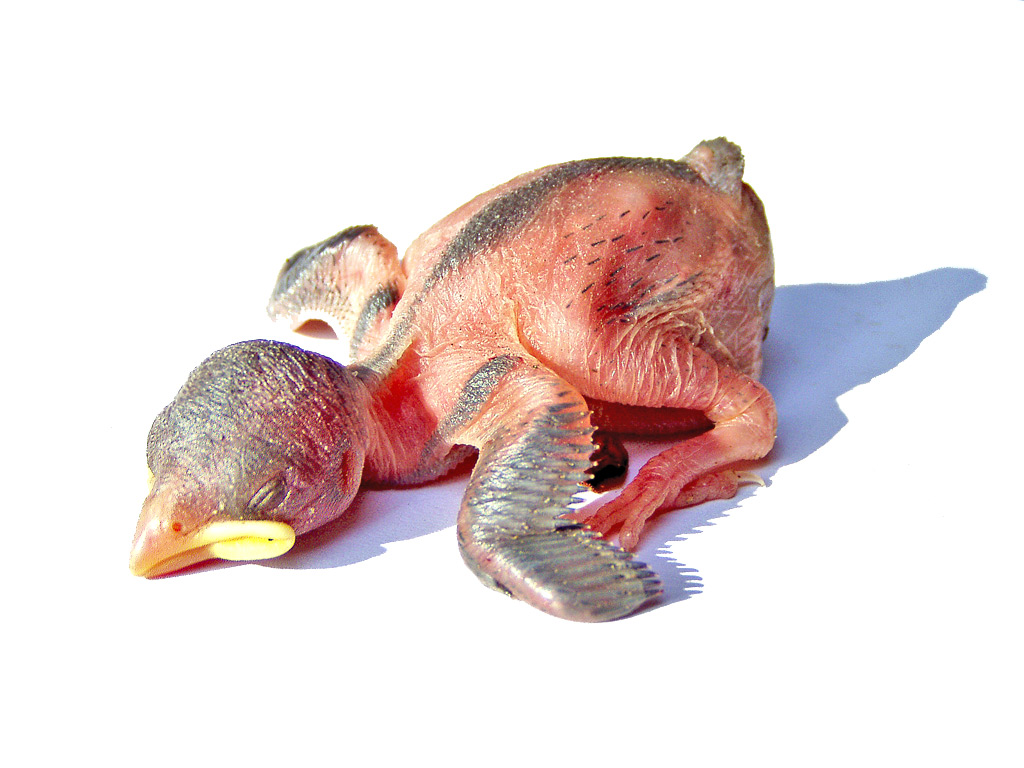
En få dagar gammal gråsparvunge.

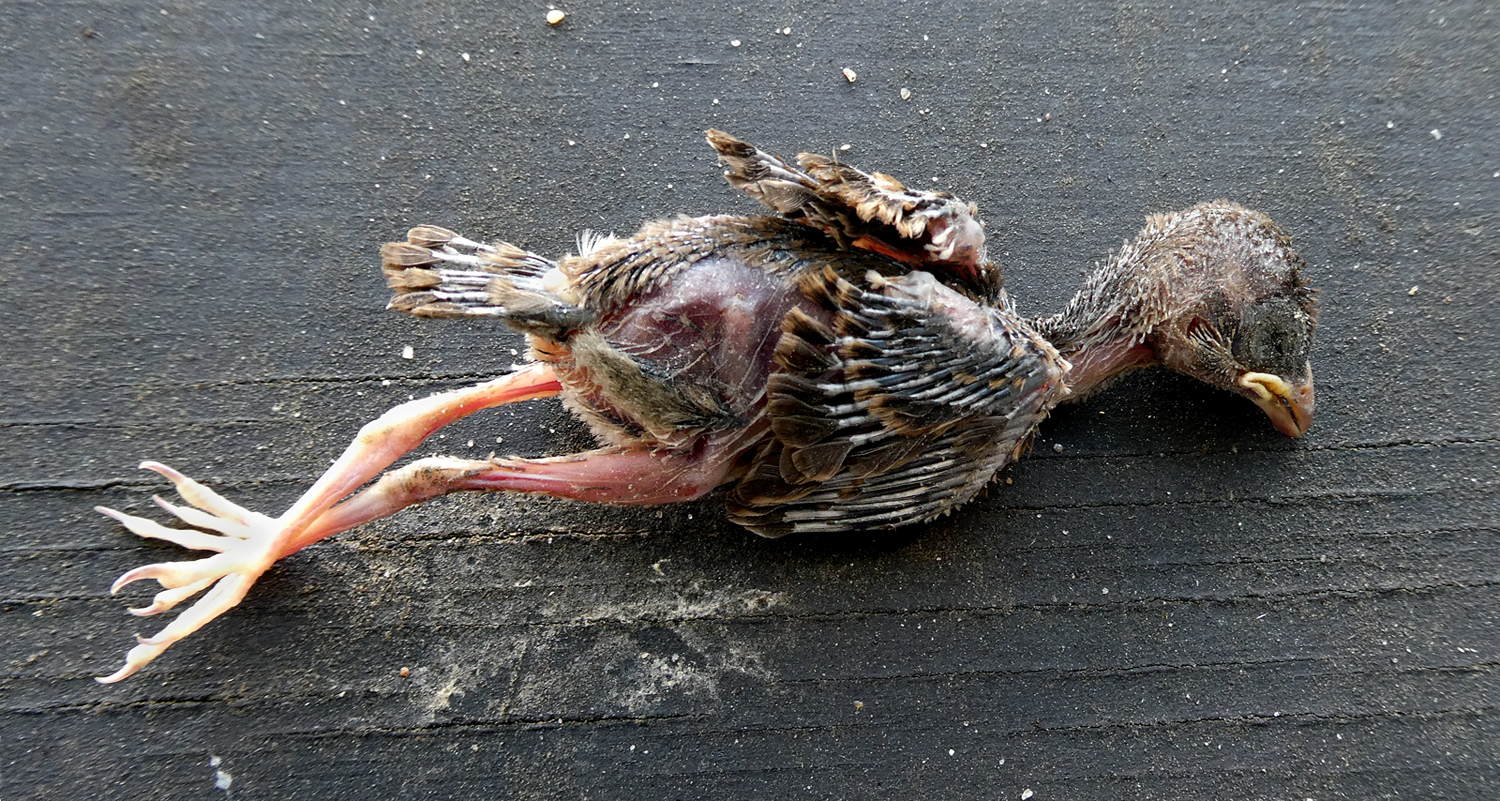
En död gråsparv, ca en vecka gammal.

Vid slutet av det första levnadsåret blir gråsparven könsmogen. Gråsparvar lever i regel i livslånga parbildningar. Om en partner dör sker snart en ny parbildning. Sporadiskt förekommer även bigyni (polygyni).
I centrala Europa börjar den huvudsakliga häckningstiden i slutet av april och varar till augusti. Under denna period produceras två till tre, i sällsynta fall till och med fyra kullar. Vid den första och andra häckningen utvecklas ungefär en tredjedel av äggen till flygfärdiga ungfåglar, men vid senare häckningar är det bara en femtedel. Dessutom har ungfåglarna hög dödlighet under de första veckorna efter utflygningen. Efter ett år lever i genomsnitt endast 20 % av ungfåglarna och i stadsområden ungefär 40 %. Den höga dödligheten beror framför allt på svårigheter med självständig anskaffning av föda och hög predation.

#### Boplats och bo

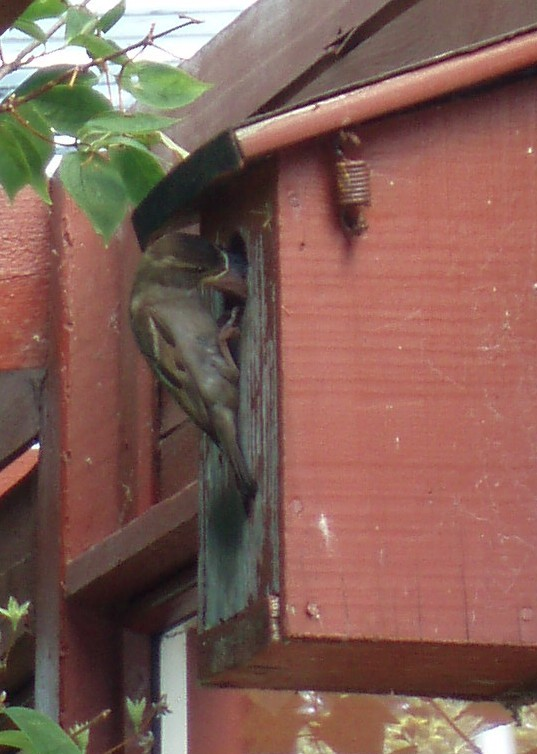
Hona utfodrar unge i fågelholk.

Gråsparven bygger sitt bo i nischer och hålor, såväl som friliggande i träd och buskar. Den har en stark tendens till gemensam häckning. Ibland häckar den ensam, men ofta i lösare förening eller i kolonier, där bona oftast ligger på minst 50 centimeters avstånd från varandra. Den mångfaldiga användningen av lämpliga strukturer som boplats visar gråsparvens utpräglade anpassningsförmåga. Typiska boplatser är skyddade hålrum på eller i närheten av byggnader. Det kan vara under lösa takpannor, i ventiler, i håligheter i byggnader eller i nischer under skärmtak. Även fågelholkar, svalbon och hackspettshål används. Tillfälligtvis kan man också finna gråsparvar som inneboende i storkbon, där de gynnas av att deras fiender från luften inte vågar sig i närheten av sådana bon. Om det råder brist på boplats kan gråsparvar också bygga bon i träd eller buskar, som de förser med ett tak av strån. Sådana bon anläggs på mellan 3 och 8 meters höjd och är därmed i genomsnitt högre och mer otillgängliga för predatorer än pilfinkens. Friliggande bon anses som gråsparvens ursprungliga botyp. 
Oberoende av platsen för boet är det i princip alltid runt och har ingång från sidan. Boet byggs inte särskilt noggrant och bomaterialet, som utvändigt inte är bearbetat, hänger oftast löst ned. Gråsparvar bygger av nästan alla material, exempelvis halm, gräs, ull, papper eller lump. Materialet bestäms mindre genom urval och mer av dess tillgänglighet, inom en omkrets på 20 till 50 meter. Boet fodras invändigt med fina strån och fjädrar. Friliggande bon når en fotbolls storlek, medan bon i nischer och hål anpassas till omgivningen och varierar avsevärt i storlek. Boet påbörjas oftast av hanen under parningsleken. I centrala Europa sker detta tidigast från mitten av mars. Framför allt för fåglar som häckar för första gången föregås ett bobygge av en fas då de planlöst flyttar omkring bomaterial. Paret färdigställer boet gemensamt, mest intensivt under veckan före äggläggningen. Bobygget kan pågå över flera veckor, men om ett bo går förlorat kan ett ersättningsbo byggas på två till tre dagar.

#### Lek och parning

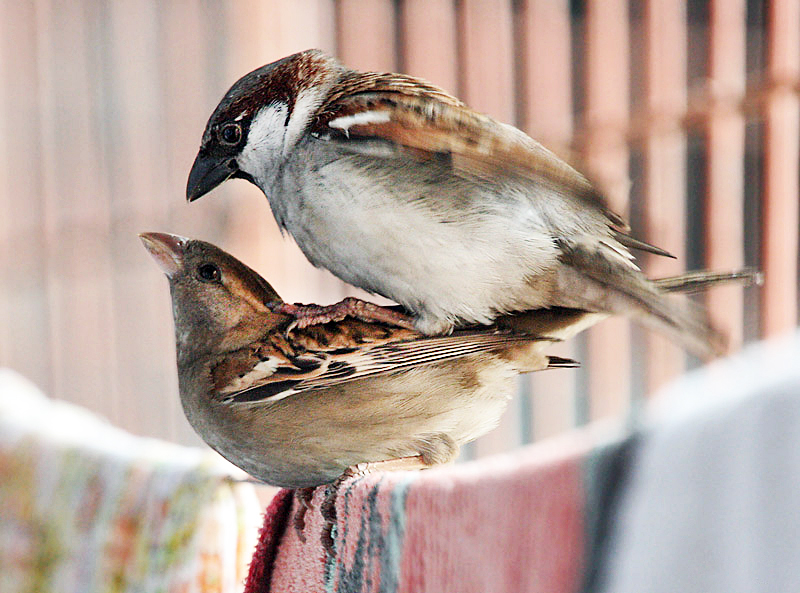
Gråsparvar i parning.

Parningsleken börjar med att hanen besätter boplatsen, i centrala Europa delvis redan från mitten av februari och framför allt i mars. Såväl en så skyddad boplats som möjligt som hanens haklapp som sväller under sången spelar en roll när honan väljer partner. Den oparade hanen uppvaktar med uppburrade fjädrar i det trånga boområdet med höga "tjili", "stsilib" eller liknande läten. Om en hona visar intresse visar hanen henne boplatsen, som han kryper in i med torra strån i näbben. Honan följer hanen en stund och prövar boplatsen. Först från och med detta tillfälle inleder hanen den egentliga sången, det strukturfattiga och monotona "tjilpandet", som ofta framförs timslångt. 
Påfallande hos gråsparvar är också gruppleken. Denna börjar genom att två till åtta hanar högljutt förföljer en hona. Oftast i tät vegetation omringas honan av hanarna och dessa försöker omväxlande picka honan i kloakregionen och kopulera. Alla tjattrar upphetsat och lämnar vid denna tidpunkt all försiktighet. I regel förekommer inte kopulation. Den hane som bildar par med honan deltar också och förblir i honans närhet till slutet. Betydelsen av gruppleken är inte känd.
I det tidiga stadiet av häckningsperioden försöker hanen oftast utan framgång genomföra kopulationer. Då hoppar han fram och tillbaka med uppburrad fjäderdräkt, hängande vingar och upprätt stjärt. Under den senare fruktbara fasen är det honan som uppmanar till parning. Hon böjer sig då ned vågrätt med lätt höjd stjärt och vibrerande vingar. Honor kan ibland bjuda upp till kopulation 15 till 20 gånger i timmen. Hos kolonihäckande par är hanar däremot intresserade av oftare kopulation för att säkra sitt eget faderskap. Detta beteende och hanens bevakning av honan är dock endast delvis effektivt. I 8 till 19 % av fallen har kopulationer utanför parbildningen påvisats.

#### Kull och ruvning

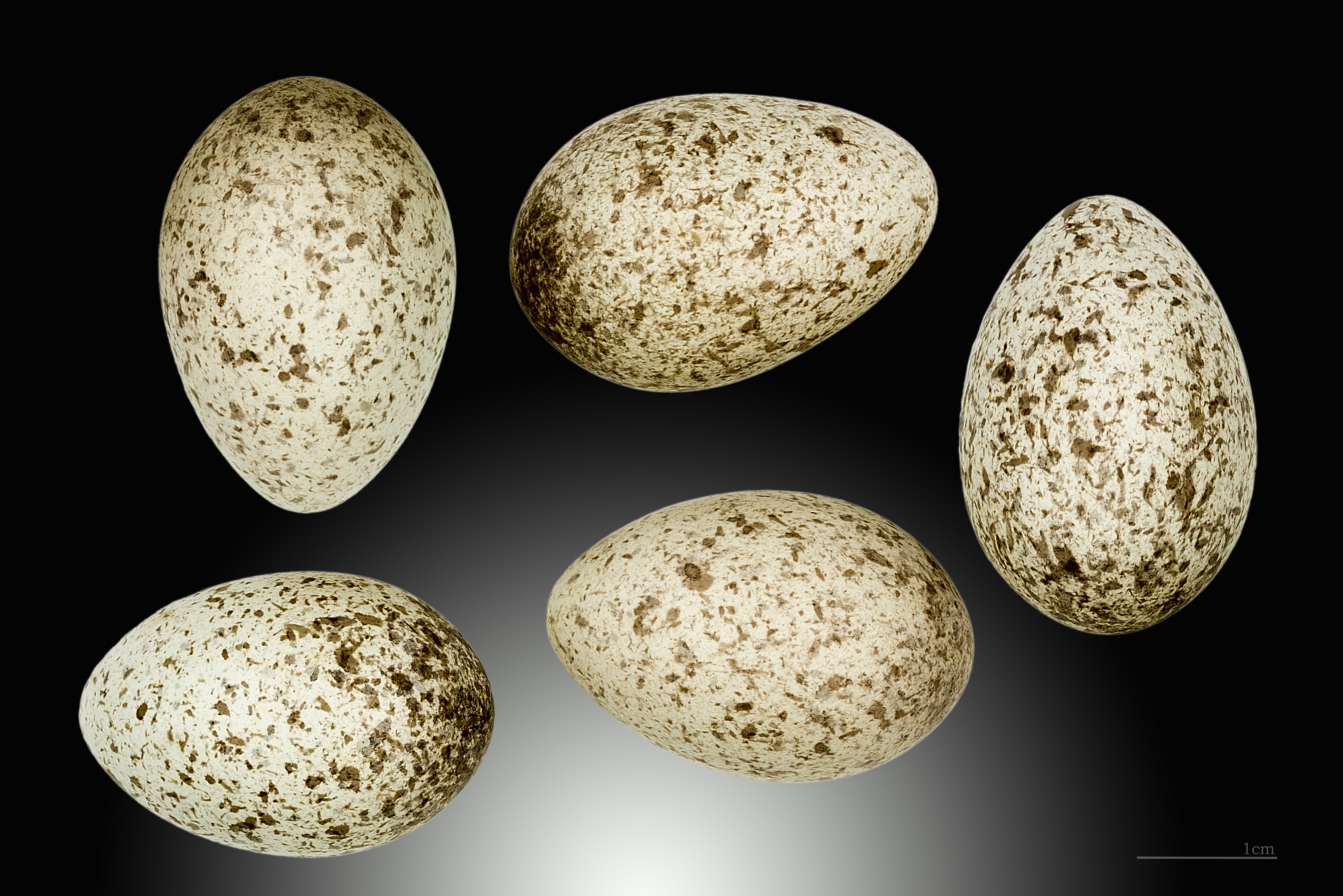
Passer domesticus domesticus

Kullen består av fyra till sex ägg med en genomsnittlig storlek på 15 x 22 millimeter och en vikt på ungefär 3 gram. Äggen skiljer sig mycket i form, storlek och färg, men är ganska konstanta hos en individuell hona. De är vita till svagt grönaktiga eller gråaktiga och har gråa eller bruna fläckar. Fläckningen döljer ibland grundfärgen fullständigt. De sista äggen i en kull är större och tyngre än de första. Denna skillnad är ännu mer utpräglad vid senare kullar. Därför har de sista kläckta ungarna en fördel.
Den regelmässiga ruvningen börjar normalt efter att det näst sista ägget lagts och varar från denna tidpunkt räknat i regel mellan 10 och 15 dagar. Ruvningens längd påverkas av utetemperaturen och är därför oftast kortare vid den tredje ruvningen. Vid väderleksbetingade avbrott i ruvningen kan ruvningstiden pågå upp till 22 dagar. Båda könen ruvar omväxlande. Honan tillbringar oftast natten på kullen. Medan honan är ute på födosök håller hanen förmodligen bara äggen varma, då den inte har någon ruvningsfläck.

#### Ungarnas utveckling

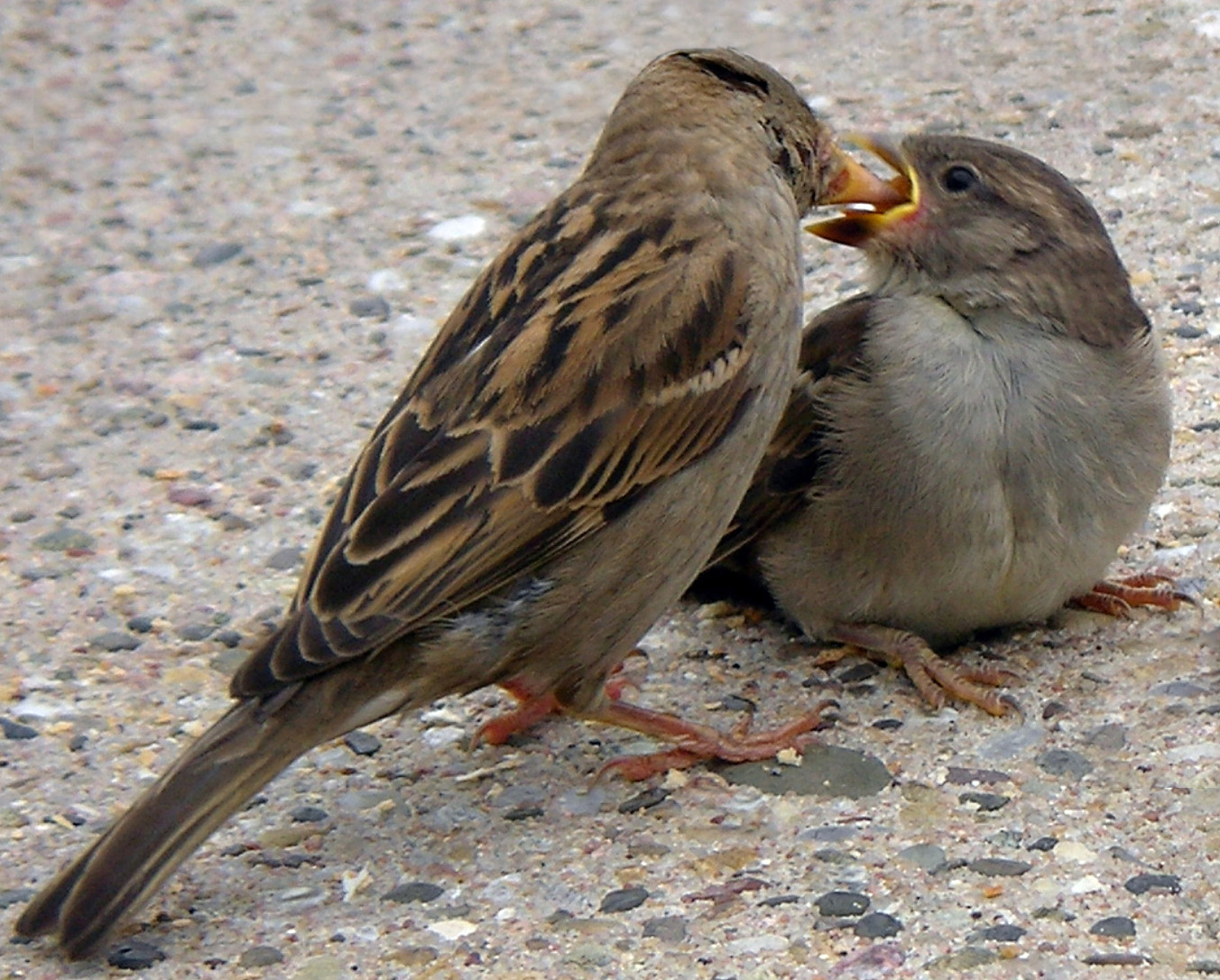
Hona utfodrar sin redan flygga unge

När ungarna kläckts värms de av båda föräldrarna och utfodras till en början framför allt med sönderdelade insekter, senare även i ökande andel med frön. Under de första dagarna sväljer föräldrarna ungarnas avföring, medan de därefter flyttar den upp till 20 meter bort från boet. Tiden då ungarna stannar i boet varierar starkt. Från 11 till 23 dagar har observerats, men genomsnittligen rör det sig om 14 till 16 dagar. Ungefär efter den fjärde dagen öppnas ungarnas ögon, och på den åttonde till nionde dagen får boungarna sin dundräkt.
Om båda föräldrarna går förlorade infinner sig genom ungarnas intensiva tiggläten oftast ställföreträdare från grannskapet, vilka utfodrar ungarna tills de är självständiga. Inom några få timmar lämnar alla ungar boet och de är då i regel redan flygfärdiga. De äter lite själva redan efter en till två dagar och är i regel självständiga efter 7 till 10, senast 14 dagar.

### Föda

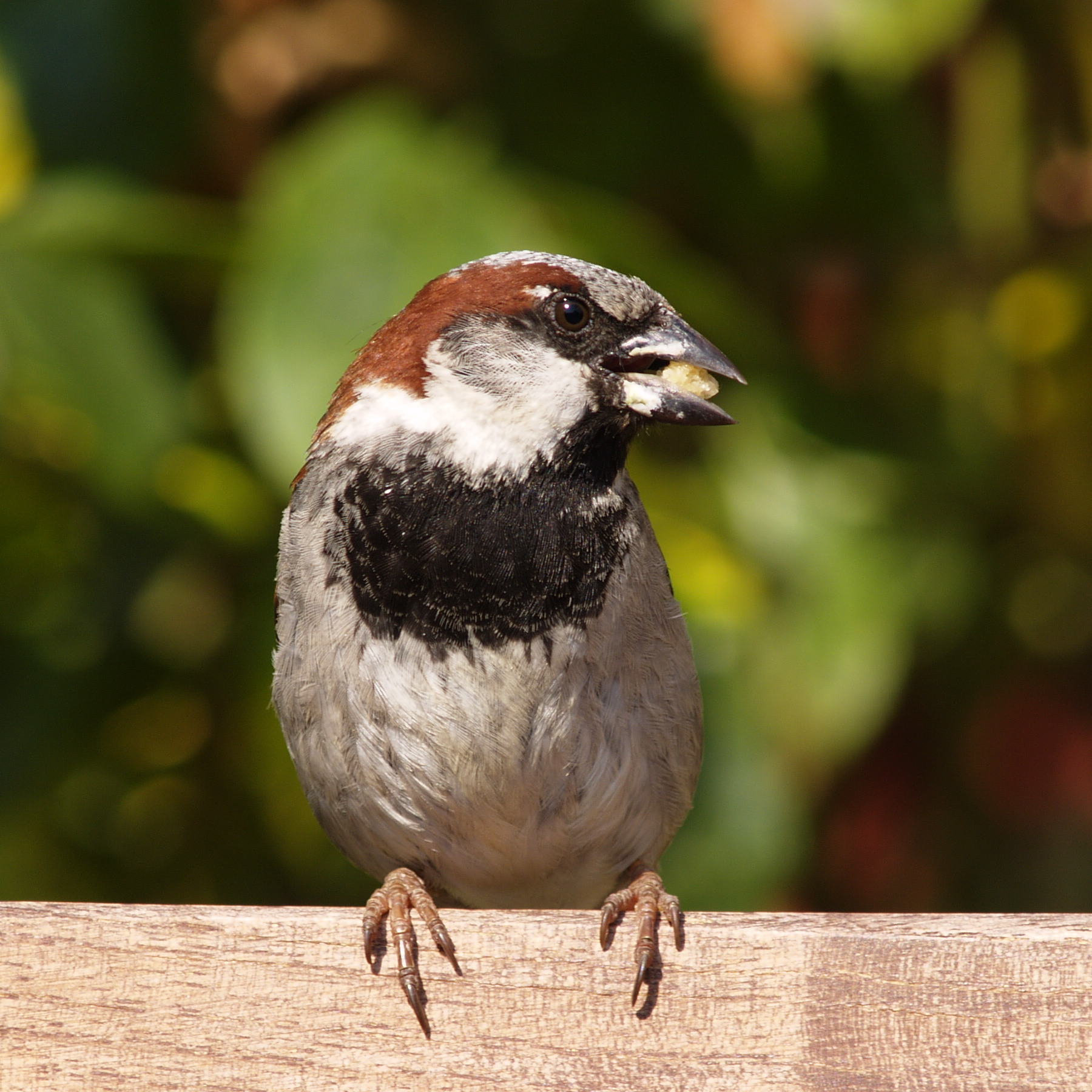
Gråsparvshane med frö i näbben.

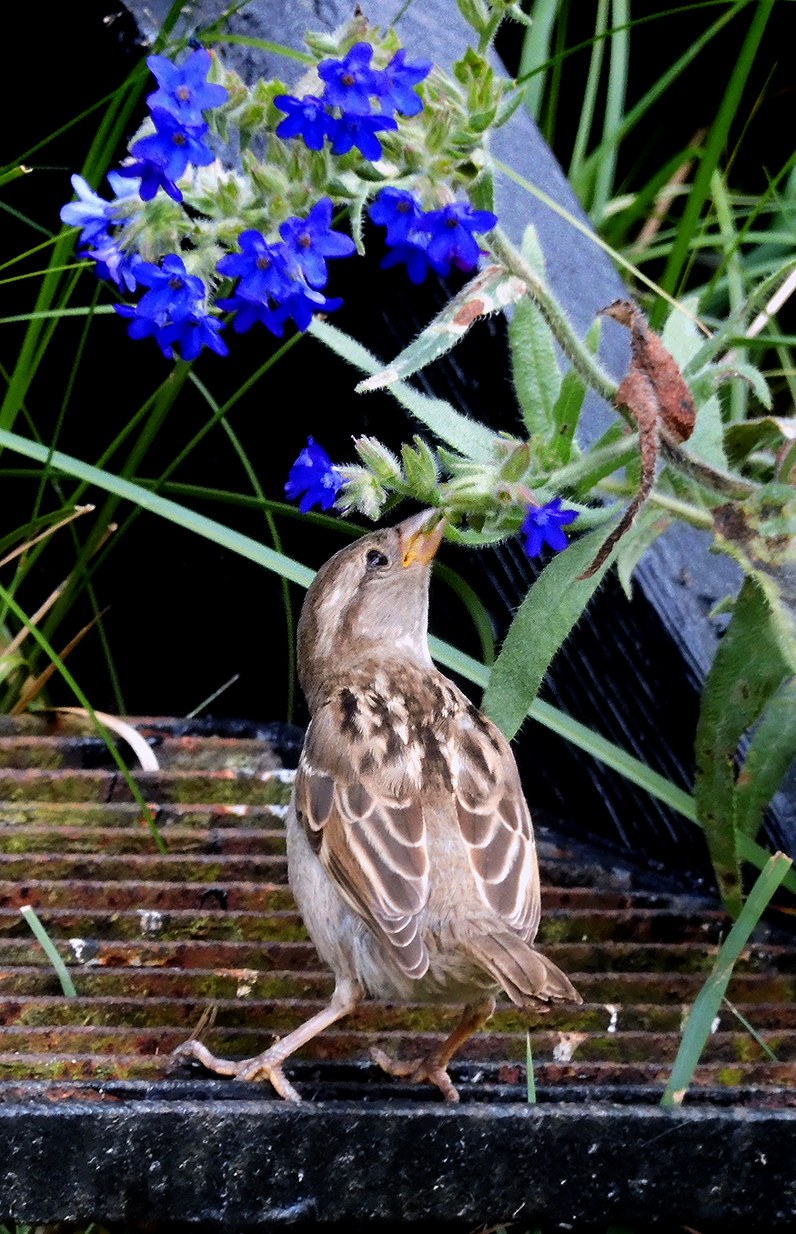
En ung hona plockar frön av Oxtunga.

Gråsparven livnär sig huvudsakligen på frön och då framför allt frön av odlade spannmålsarter, som i lantliga områden kan utgöra 75 % av födan. Vete föredras framför havre och korn. Regionalt och årstidsvis kan andelen frön av vilda växter motsvara eller överträffa andelen spannmål. Från våren till sommaren spelar också animalisk föda en viktig roll och kan utgöra upp till 30 % av den samlade födan. Det rör sig då om insekter och deras larver samt andra ryggradslösa djur. Framför allt i städer visar gråsparvar ett opportunistiskt beteende och blir allätare. Särskilt vid gatukök och i friluftslokaler syns detta.

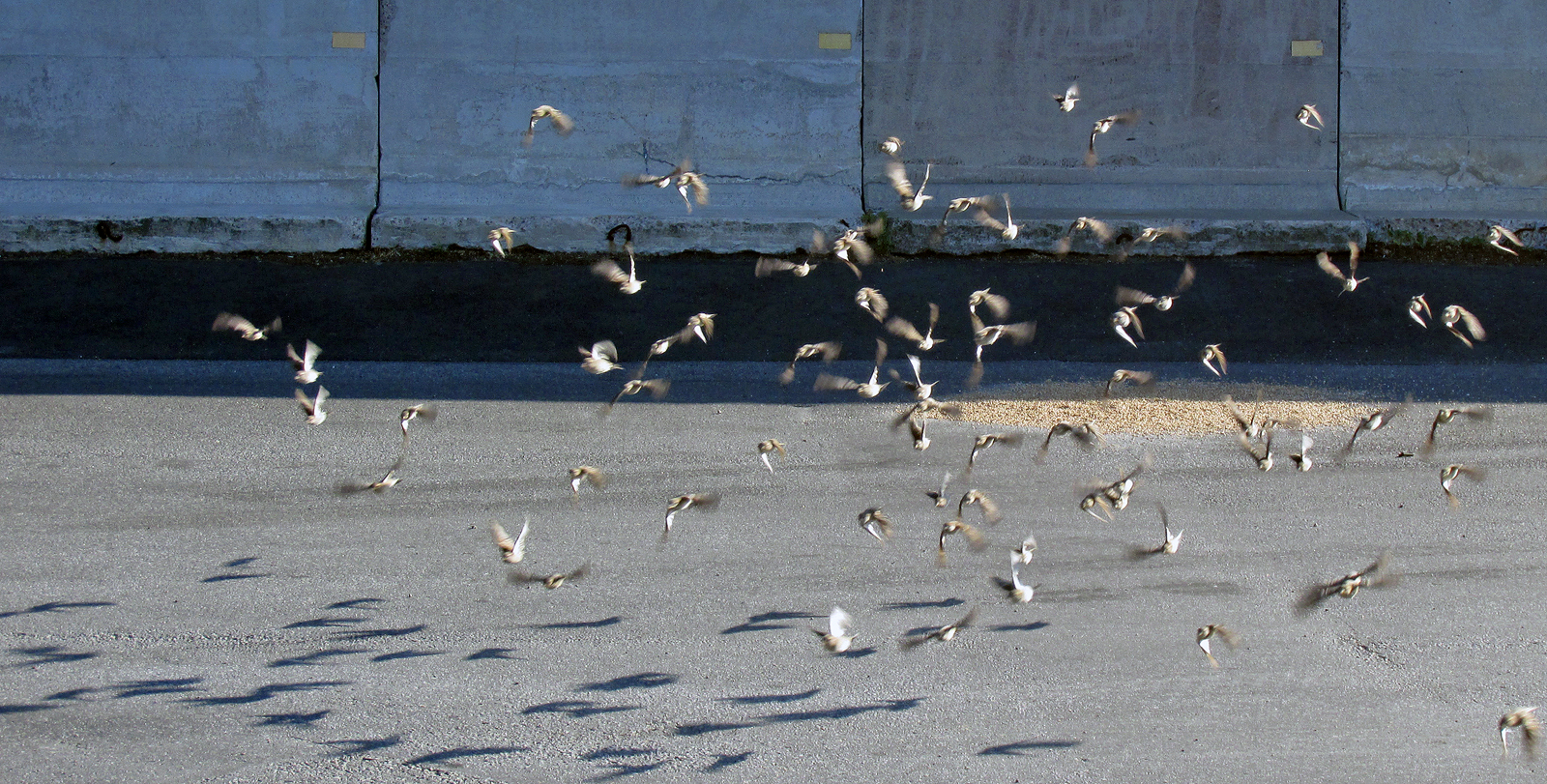
En flock som ätit från en hög med spillsäd.

Gråsparven utfodrar sina ungar under de första dagarna nästan uteslutande med larver och andra sönderdelade insekter. Om dessa inte finns att tillgå och ungarna utfodras med exempelvis bröd, kan detta förorsaka matsmältningsstörningar som kan leda till döden för ungarna. Med ungarnas tilltagande ålder utfodrar föräldrarna dem mer och mer även med frön, så att den vegetariska andelen av födan stiger till en tredjedel.
Födosöket sker nästan alltid i grupp, även under uppfödningen av ungarna. Till detta finns ofta stora flockar, mindre grupper eller åtminstone lösa föreningar. I spannmålsåkrar är grupper på omkring 20 fåglar mest effektiva, då den tid som används för att hålla vakt mot fiender blir kortare i större gemenskaper, men tidskostnaden för uppgörelser med artfränder i ännu större grupper mer än uppväger denna tidsvinst. Om en enskild gråsparv upptäcker en födokälla lockar den de andra genom rop och väntar innan den börjar äta. 75 % av dessa "pionjärer" är hanar. Ibland håller gråsparven fast matbitar med foten med hjälp av näbben medan den sönderdelar födan, liknande mesarnas beteende. Större stycken föda transporteras ofta och sönderdelas på ett annat ställe, även i boet. 
Framför allt gråsparvar som lever i staden kan ofta observeras avsöka kylargrillar på parkerade bilar efter döda insekter. Gråsparven prövar ibland också att jaga i luften. Den startar då från en sittplats en kort jaktflygning efter förbiflygande insekter. Detta verkar besvärligt och inte så elegant som exempelvis hos grå flugsnappare, men leder ändå inte sällan till framgång.

### Livslängd och fiender
Den genomsnittliga livslängden för en könsmogen gråsparv uppgår till 1,5 till 2,3 år. Om man även inräknar juveniler blir den endast 9 månader. I staden är den förväntade livslängden högre än i lantliga områden. I Nederländerna fastställdes vid en undersökning att 18 % av gråsparvarna i förortsområden var 5 år gamla eller äldre medan siffran i lantliga områden endast var 4 %. Genom ringmärkning har man i det vilda återfunnit individer som uppnått en ålder av 14 år. I fångenskap kan de uppnå ännu högre ålder. Den hittills högsta observerade åldern uppges vara 23 år.
Gråsparvar hotas i den vilda framför allt av predation och i städer även av fordon. Under häckningstiden lider adulta fåglar de största förlusterna med 45 till 56 procent av den samlade dödligheten. Bland de marklevande fienderna finns stenmårdar och framför allt katter. Fåglar som jagar gråsparv är framför allt sparvhökar, tornugglor och tornfalkar. Utfärgade hanar med utpräglad haklapp blir oftare offer för rovfåglar. Gråsparvar är på många platser sparvhökens huvudsakliga bytesdjur, till över 50 %. Men även tornfalken har exempelvis i Berlin gråsparvar som sitt vanligaste byte bland fåglar.

## Gråsparven och människan

### Status
Beståndet av gråsparvar i hela världen uppskattas till 500 miljoner individer. Endast ganska oexakta uppskattningar finns, även för Europa. BirdLife International anger antalet gråsparvar i Europa till 63–130 miljoner häckande par. Det europeiska beståndet genomgick under 1990-talet en måttlig minskning (moderate decline) på över 10 %. IUCN bedömer att det globala beståndet inte har minskat så mycket att det uppfyller rödlistningskriteriet för populationsminskning, det vill säga över 30 % under en 10-årsperiod.
I västra Centraleuropa har beståndet gått tillbaka tydligt under andra hälften av 1900-talet. Denna tillbakagång är uppenbar för observatörer som exempelvis kan erinra sig de stora svärmarna på spannmålsåkrar på 1950-talet. Dock är beståndets tillbakagång endast dokumenterad med stora luckor på grund av det dåtida ringa intresset för denna art och avsaknaden av data från denna tid. 
Det kan finnas många anledningar till denna tillbakagång och följande orsaker anges:
- Moderna eller sanerade byggnader ger inte samma utbud av nischer och hålrum som kan användas som häckningsplatser.
- Användningen av mer effektiva skördemaskiner minskar mängden användbar föda som blir kvar på åkrarna efter skörden.
- Ökad insats av bekämpningsmedel i jordbruket förminskar utbudet och kvaliteten på animalisk näring, som är viktig framför allt för boungar.
- Samma negativa konsekvens har även den stigande andelen ytor i stads- och förortsområden som täcks av byggnadsverk och även att den naturliga växtligheten på många ställen ersätts av växter som är främmande för området (exempelvis prydnadsväxter).

Situationen beror dock mycket på lokala förhållanden. I olika europeiska storstäder som London, Paris, Warszawa, Hamburg och München har en mycket stark tillbakagång observerats under de senaste åren. I stadsdelen St. Georg i Hamburg minskade antalet gråsparvar mellan 1983 och 1987 från 490 till 80 fåglar per kvadratkilometer. I Berlin avtecknar sig tillbakagången först lokalt i saneringsområden och beståndet med 280 fåglar per kvadratkilometer intar en topposition i internationell jämförelse.

### Historia som kulturföljare

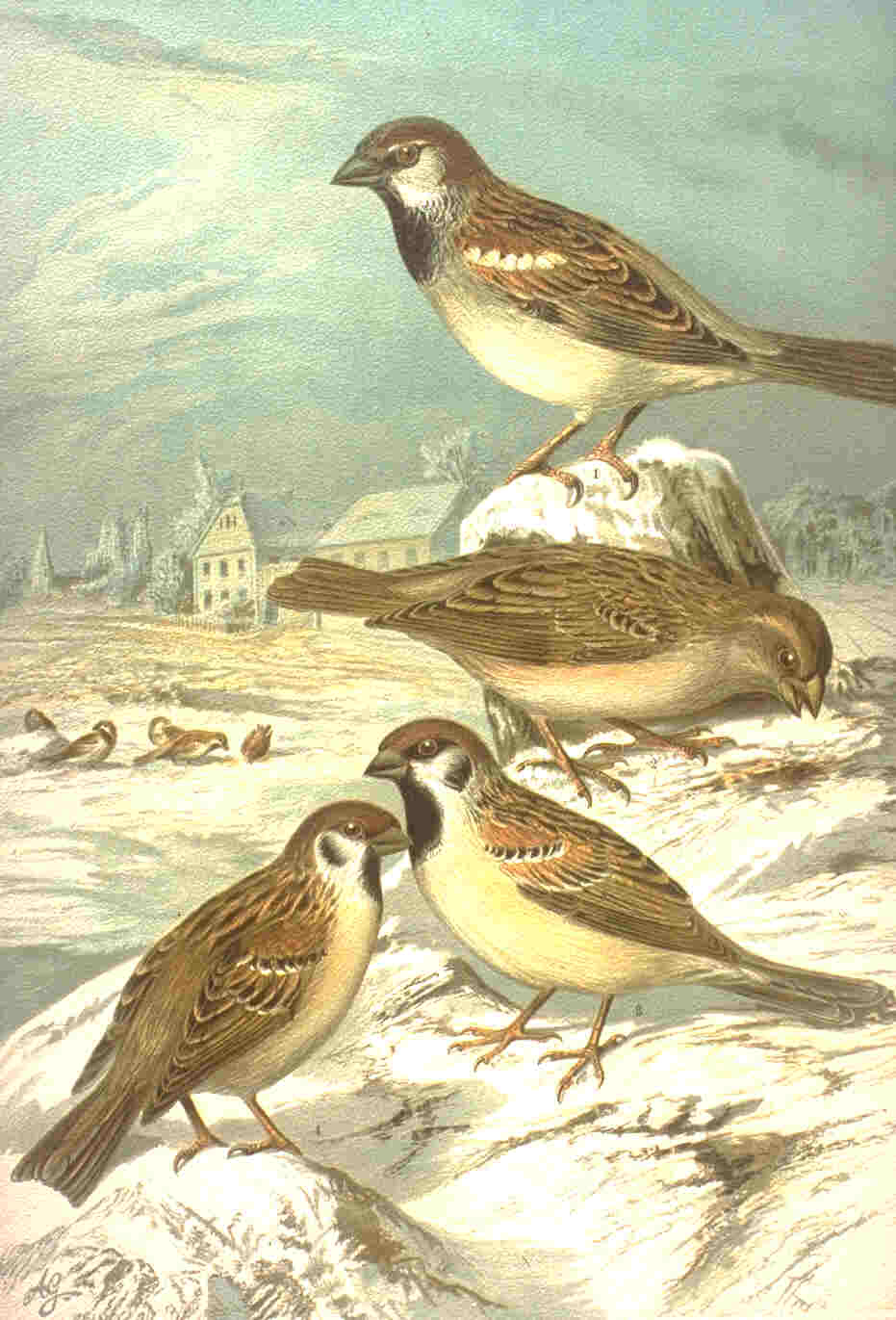
Illustration av Johann Friedrich Naumann publicerad 1905.

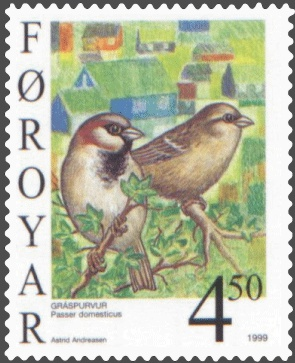
Frimärke från Färöarna.

Redan för över 10 000 år sedan, då människorna blev bofasta och utvecklade det första jordbruket, hade gråsparven anslutit sig till människorna. Man utgår också från att gråsparven med anslutningen till de jordbrukande människorna övergick från flyttfågel till stannfågel. Det förmodas också att gråsparven trängde fram i nordvästlig riktning till Europa parallellt med jordbrukets utbredning.
I samband med att européerna upptäckte och koloniserade andra världsdelar blev gråsparven hemmahörande i nästan hela världen. I det sammanhanget kan man ofta inte längre skilja mellan naturliga utvidgningar av utbredningsområdet i efterföljd till de människor som trängde fram i obebodda områden och utbredning efter planerad introduktion eller oavsiktlig transport.
Exempelvis nådde gråsparven till Nordamerika då europeiska utvandrare satte ut ungefär 100 fåglar på en kyrkogård i Brooklyn i New York år 1852. Efter ungefär 20 ytterligare importer från England och Tyskland bebodde gråsparven vid sekelskiftet 1900 redan hela USA:s område. Arten utbredde sig därmed snabbare än den senare införda staren.

### Gråsparven som skadedjur
Den tidigare uppfattningen om gråsparven som skadedjur härstammar framför allt från dess förkärlek för sädeskorn. Före 1900-talets mitt var gråsparven också mycket vanligare än i senare tid. Detta ledde exempelvis till att Fredrik den store på 1700-talet utfäste skottpengar för att skydda herrskapsåkrarna från gråsparvar. När gråsparvarna decimerades ökade istället antalet insekter kraftigt, vilket ledde till att dessa skottpengar snart avskaffades igen.
Efter andra världskriget förekom kampanjartade aktiviteter på basis av ofta överdrivna uppskattningar om skador. Gråsparven förföljdes då med hjälp av gifter och skottpengar. Dessa åtgärder gav lokalt tydliga decimeringar av beståndet, men luckorna blev oftast tillslutna efter två år. Mycket mer verkningsfull var däremot omgestaltningen av livsområdet, som inte var tänkt som en bekämpningsåtgärd, under andra hälften av 1900-talet.
Tiden då gråsparvar förföljdes räckte till inpå andra hälften av 1900-talet.
Även idag betraktas gråsparven delvis ännu som hygienskadedjur och finns därför även i ett "Lexikon för skadedjur". Det främsta problemet är att gråsparven tränger in och bygger bo i livsmedelsmarknader och storkök, där den räknas som potentiell smittbärare. I Tyskland råkar naturskyddslagen och livsmedelshygienförordningen i konflikt, så att rättsläget för bekämpning av gråsparven är oklart.

### Roll som smittbärare
Gråsparvar förknippas med utbredningen av vissa sjukdomar som är av betydelse för människor eller för domesticerade djur. Gråsparvar anses som överförare av bakterier (exempelvis salmonella) eller som värddjur vid utbredning av olika arbovirus. De anses ha en nyckelroll för utbredningen av en företrädare för denna grupp av virus, Saint Louis-encefalitvirus i Nordamerika. Även västnilviruset kopplas samman med gråsparven. Utbredningen av detta virus i USA visar tecken som väcker misstanken att gråsparven tillsammans med kråkfåglarna och olika flyttfåglar spelar en avgörande roll.
I laboratorier har det påvisats att gråsparvar kan infekteras med den särskilt virulenta formen av influensaviruset av typ H5N1, även om de bara reagerar svagt på detta. Utanför laboratoriet har infekterade gråsparvar hittills endast hittats i Östasien i omedelbara anslutning till fjäderfäuppfödningar som är massivt drabbade av fågelinfluensa.
Trots detta tycks gråsparven inte spela någon särskild roll för överföring av smittor som är farliga för människor. Däremot kan frågan ställas vilka påverkningar smittor som utbreds av människor har på sparvpopulationer.

### Namn
Gråsparvens vetenskapliga namn Passer domesticus betyder 'hussparv', av latinets passer 'sparv' och domesticus 'hörande till hus och hem, huslig'.
Sparv är ett gemensamt nordiskt ord, som härleds till urnordiska sparwur eller sparwar, motsvarande urgermanska sparwan, i gotiska sparwa, fornhögtyska sparo, fornengelska spearwa, modern engelska sparrow.
Äldre namn för "gråsparv" är bland andra gråspink, husfink, täckling och tjocknäbb. Det finns också en mängd äldre dialektala namn.
| Namn      | Trakt        | Referens | Anteckning                                |
| --------- | ------------ | -------- | ----------------------------------------- |
| Korntjuv  | Härjedalen   | [ 57 ]   | I vissa trakter betyder korntjuv gulsparv |
| Tjuvsparr | Västerbotten | [ 59 ]   |                                           |
| Sparv     | Bohuslän     | [ 60 ]   |                                           |
| Spurv     | Bohuslän     | [ 60 ]   |                                           |

Andra svenska dialektala namn är spärv, sperv, sparr, spärr, spar, spor, sporr och spörr.

### Gråsparven i folktron
I Norden samt i resten av Västeuropa har gråsparven traditionellt ansetts som en illavarslande fågel som kunde bringa människor olycka. I Frankrike trodde man exempelvis att det var djävulen som skapat fågeln och på många håll i Sverige gick det talesätt om att gråsparven framkallade oväder eller dödsfall.
Fastän gråsparvar inte parar sig oftare än andra socialt levande fågelarter, gav deras beteende dem under medeltiden ett rykte om okyskhet. Detta berodde antagligen på att parningen skedde direkt framför människornas ögon och gråsparvar går till verket ljudligare än vissa andra fåglar. Man trodde då att gråsparvar med så många parningar kunde leva i högst ett år. 
Uppfattningen att gråsparvskött stegrade sexualdriften och eggade till otukt var också vitt utbredd. I det gamla Rom och även tidigare, i Antikens Grekland, beskrevs liknande uppfattningar.